# (3057) Mälaren
(3057) Malaren, désignation internationale (3057) Mälaren, est un astéroïde de la ceinture principale.

## Description
(3057) Malaren est un astéroïde de la ceinture principale. Il fut découvert le 9 mars 1981 à la station Anderson Mesa par Edward L. G. Bowell. Il présente une orbite caractérisée par un demi-grand axe de 2,26 UA, une excentricité de 0,07 et une inclinaison de 7,3° par rapport à l'écliptique.

## Nom
Il a été nommé d'après le Lac Mälar, grand lac suédois situé entre Stockholm et Uppsala. Le nom fut suggéré par Brian G. Marsden à la suite d'une demande d'Edward L. G. Bowell, le découvreur de l'astéroïde, et en souvenir d'une soirée de détente passée à bord d'un navire, sur ce lac, à l'issue d'une conférence très réussie sur les astéroïdes, les comètes et les météores tenue à Uppsala en juin 1985. Le lac Mälar (en suédois : Mälaren) est situé dans la région historique de Svealand, il s'étend sur 1 140 km2 et a un volume de 14 km3. 

## Compléments